# Harts (Virgínia Ocidental)
Harts é uma Região censo-designada localizada no estado norte-americano de Virgínia Ocidental, no Condado de Lincoln.

## Demografia
Segundo o censo norte-americano de 2000, a sua população era de 2361 habitantes.

## Geografia
De acordo com o United States Census Bureau tem uma área de
78,4 km², dos quais 77,5 km² cobertos por terra e 0,9 km² cobertos por água.

## Localidades na vizinhança
O diagrama seguinte representa as localidades num raio de 24 km ao redor de Harts.